# Carl Boos

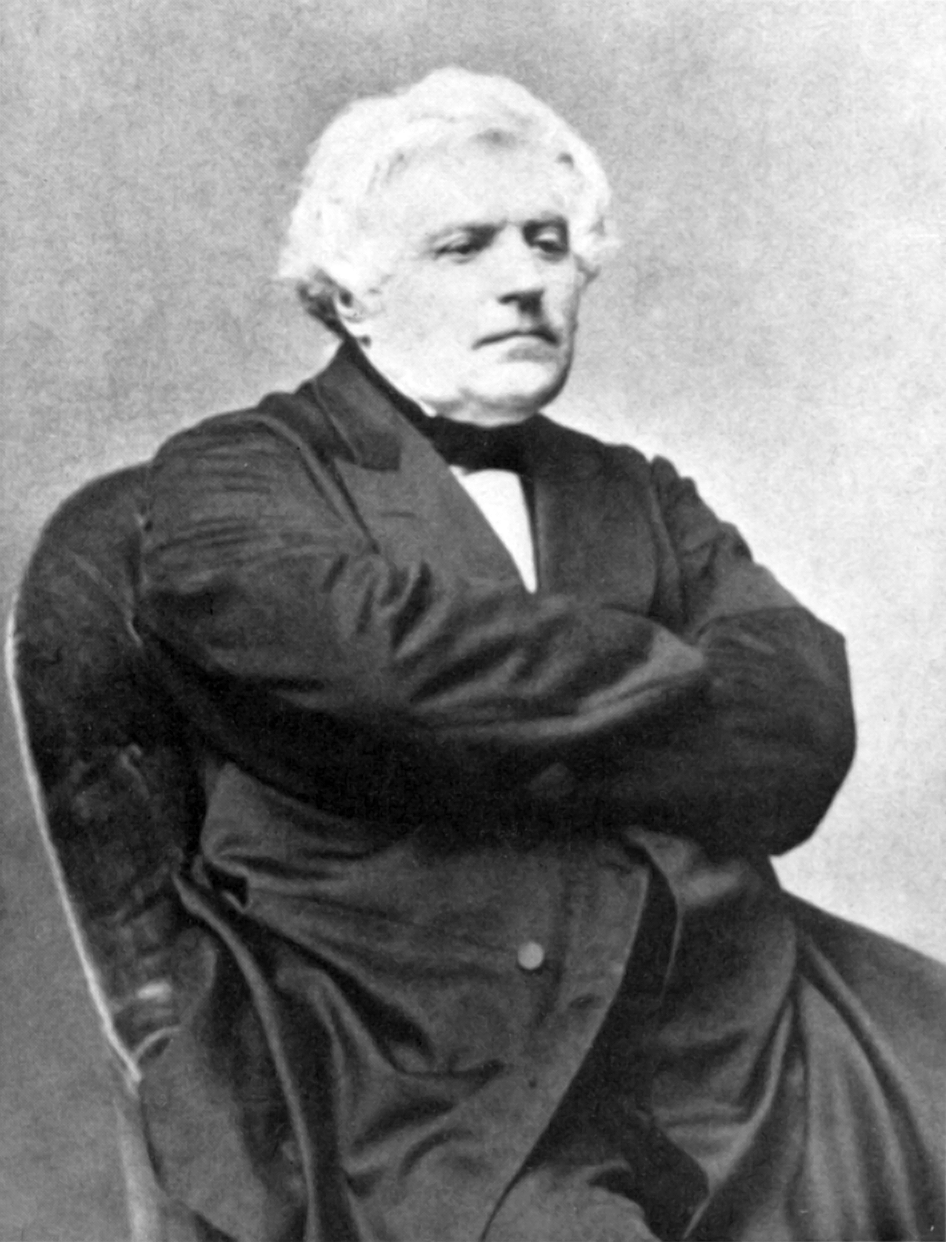
Carl Boos

Georg Christian Carl Boos (* 8. September 1806 in Weilburg; † 18. Juli 1883 in Wiesbaden) war ein deutscher Architekt und nassauischer Baubeamter.

## Leben und Werk

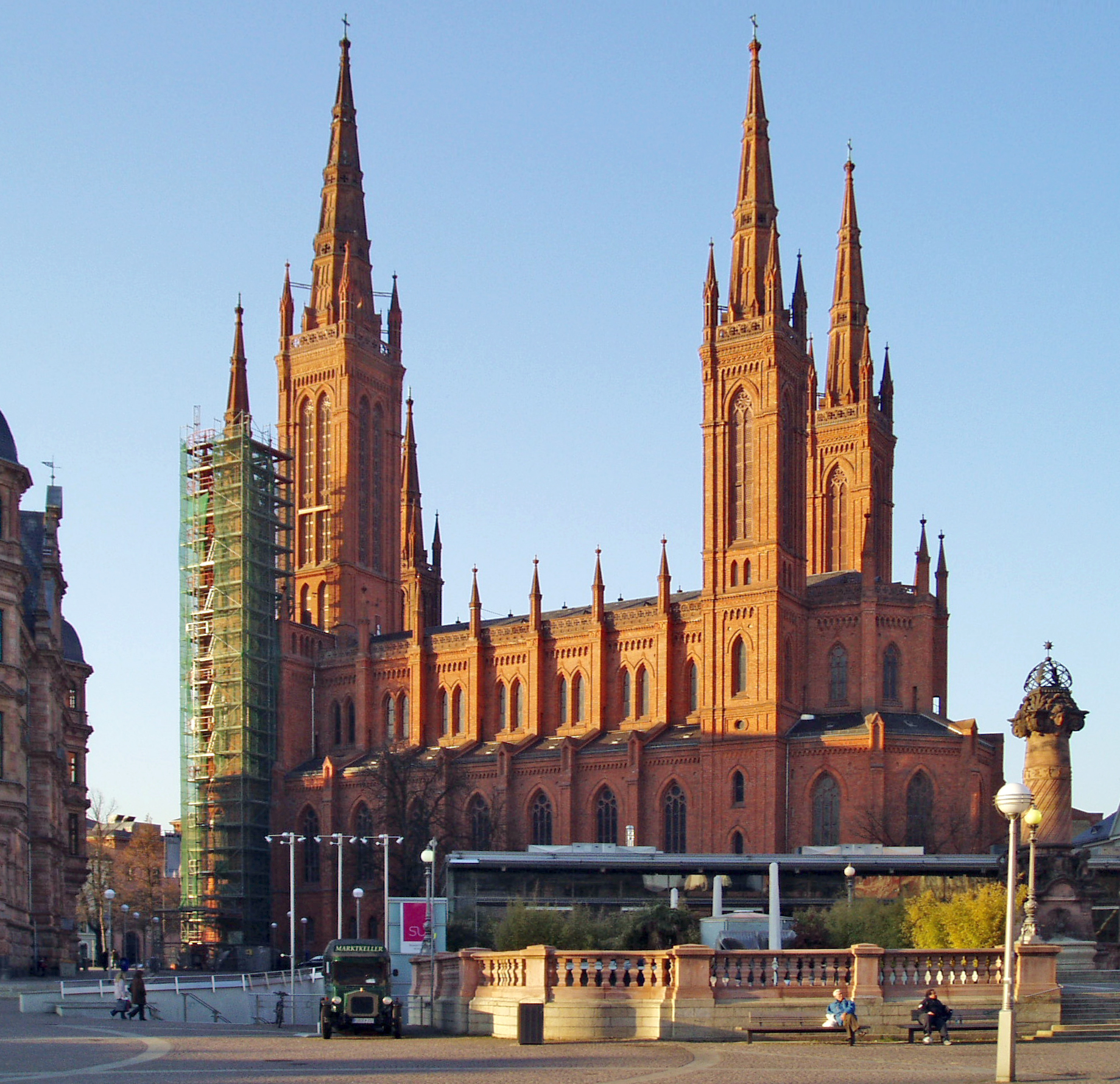
Die neugotische Marktkirche mit ihren fünf Türmen

Boos wurde 1806 als Sohn des nassauischen Rechnungsrevisors Johann Andreas Boos in Weilburg geboren. Er besuchte das Philippinum, ein Gymnasium in seiner Heimatstadt. Danach studierte er in Karlsruhe bei dem großherzoglich badischen Hofbaumeister Friedrich Weinbrenner. Ab 1826 studierte er an Albert-Ludwigs-Universität Freiburg Statik, Mechanik, Chemie, Mineralogie und Geologie. 1829 wechselte er zur Philosophischen Fakultät der Ruprecht-Karls-Universität Heidelberg.
1835 wurde Boos in den nassauischen Staatsdienst aufgenommen, in diesem Jahr zog er nach Wiesbaden um, wo er bis zu seinem Lebensende blieb.

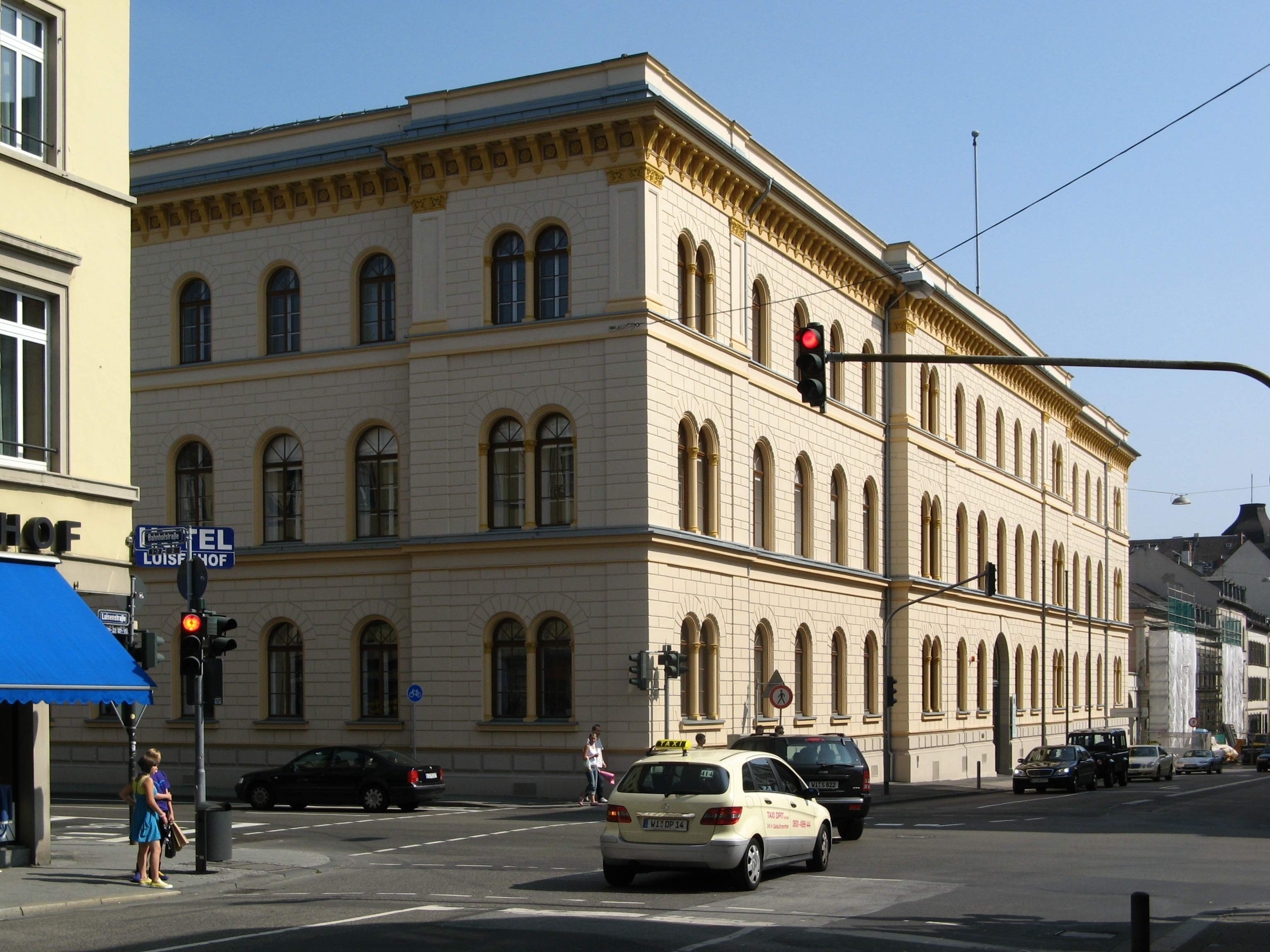
Ministerialgebäude Wiesbaden

1837 legte er einen Entwurf für das Ministerialgebäude in der Luisenstraße vor. In diesem im Neorenaissance-Stil erbauten nassauischen Regierungsgebäude ist heute das hessische Justizministerium untergebracht.
1842 wurde er von Herzog Adolph zum Baurat ernannt.
Von 1849 bis 1857 leitete Boos den neugotischen Umbau des Schlosses Schaumburg bei Balduinstein an der Lahn für Erzherzog Stefan von Österreich.
1856 wurde er zum Oberbaurat ernannt. In dieser Zeit erstellt er einen Generalbauplan für die Residenz Wiesbaden. Dieser sah im Norden (um das Nerotal) und im Osten (Villengebiet Ost) eine lockere Villenbebauung und im Westen und Süden (siehe auch Historisches Fünfeck, Ringstraße) eine geschlossene Bebauung vor.
1852 bis 1862 erbaute er die evangelische Marktkirche im Stil der Backsteingotik, die ungeachtet ihres enormen Bauvolumens aufgrund feingliedriger Baustrukturierung sich ideal in das Gesamtensemble am Schlossplatz im Herzen der Stadt einpasst. Die Kirche wurde auch der „Nassauische Landesdom“ genannt, was die Konkurrenzsituation zum damals katholischen Mainz thematisiert. Die Marktkirche ist bis heute mit 98 m das höchste Gebäude der Stadt.
1859 entwarf Boos das Grabdenkmal für Herzogin Pauline, das auf dem Friedhof an der Platter Straße errichtet und 2007 restauriert wurde.
1866 wurde Nassau von Preußen annektiert, Boos wurde die Pensionierung nahegelegt, zwei Jahre später ging er nach Erhalt des Roten Adlerordens in den Ruhestand. 1883 starb er nach längerer Krankheit und wurde auf dem Friedhof an der Platter Straße beigesetzt. Die Karl-Boos-Straße (▼; zwischen Riederbergstraße und Platter Straße) erinnert an ihn.